# (9536) Statler
(9536) Statler est un astéroïde de la ceinture principale.

## Description
(9536) Statler est un astéroïde de la ceinture principale. Il fut découvert le 24 octobre 1981 à l'observatoire Palomar par Schelte J. Bus. Il présente une orbite caractérisée par un demi-grand axe de 2,66 UA, une excentricité de 0,11 et une inclinaison de 13,4° par rapport à l'écliptique.

## Compléments